# Kohtla-Järve
Kohtla-Järve (tysk: Kochtel-Türpsal) er en by i det nordøstlige Estland. Den blev grundlagt i 1900. Den har et indbyggertal på ca. 33.434 (2024).